# Василівка (Світловодський район)
Василівка — колишній населений пункт Світловодського району Кіровоградської області.

## Стислі відомості
В часі Голодомору 1932—1933 років нелюдською смертю померло не менше 7 людей.
Було приєднане до села Григорівка Світловодського району.
Дата зникнення станом на серпень 2023 року невідома.